# Violence et sexe aux temps préhistoriques
Pour plus de détails, voir Fiche technique et Distribution.
Violence et sexe aux temps préhistoriques (Creatures the World Forgot) est un film fantastique britannique réalisé par Don Chaffey et sorti en 1971.

## Synopsis
En des temps préhistoriques, deux frères, Toomak et Rool, issus d'une même tribu se battent pour obtenir la suprématie et le contrôle de leur communauté.

## Fiche technique
- Titre français : Violence et sexe aux temps préhistoriques
- Titre original : Creatures the World Forgot
- Réalisateur : Don Chaffey
- Scénario : Michael Carreras
- Musique : Mario Nascimbene
- Photographie : Vincent G. Cox
- Montage : Chris Barnes
- Distribution : James Liggat
- Création des décors : John Stoll
- Supervision des maquillages : Bill Lodge
- Effets spéciaux : Sydney Pearson
- Producteur : Michael Carreras
- Société de production : Hammer Films
- Société de distribution : Columbia Pictures Corporation
- Pays de production :  Royaume-Uni
- Langue : anglais
- Durée : 92 minutes
- Genre : Aventure, fantastique
- Dates de sortie : 
  - Royaume-Uni : 18 avril 1971
  - France : 27 septembre 1972

## Distribution
- Julie Ege : Nala
- Tony Bonner : Toomak
- Robin John : Rool
- Brian O'Shaughnessy : Mak
- Sue Wilson : Noo
- Rosalie Crutchley : La vieille femme
- Marcia Fox : La fille stupide
- Gerard Bonthuys : Toomak enfant
- Hans kiesouw : Rool enfant
- Don Leonard : L'ancien chef
- Frank Hayden : Zen, le meurtrier